# Перро, Матьё
Матьё Перро́ (фр. Mathieu Perreault; род. 5 января 1988, Драммондвилл, Квебек) — канадский профессиональный хоккеист. На драфте НХЛ 2006 года был выбран в 6-м раунде под общим 177-м номером клубом «Вашингтон Кэпиталз».

## Карьера

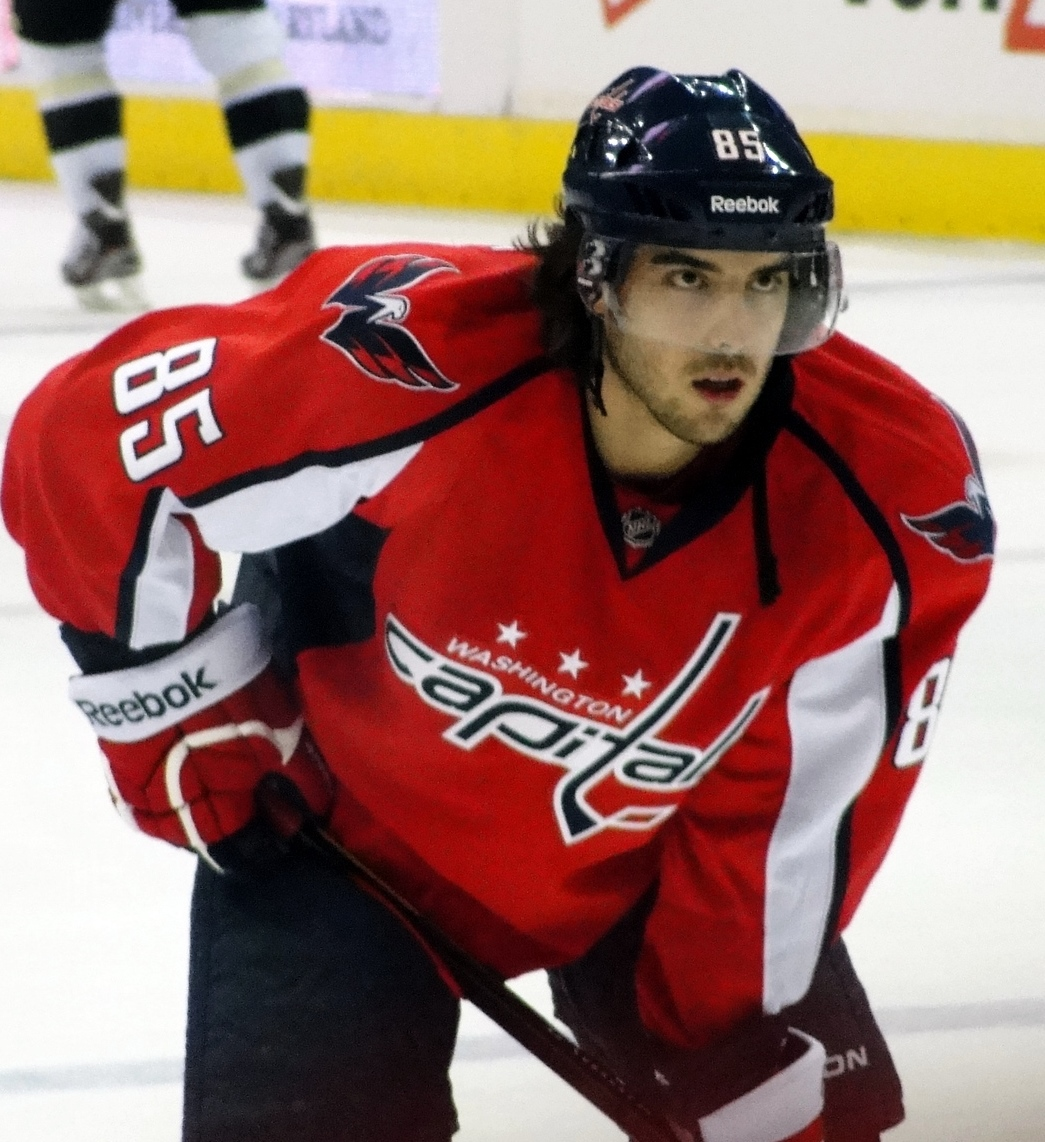
Перро в январе 2012 года в составе «Вашингтон Кэпиталз»

Перро был выбран в 6-м раунде под общим 177-м номером на драфте НХЛ 2006 года клубом «Вашингтон Кэпиталз». В связи с травмами Александра Овечкина и других основных форвардов «Кэпиталз», Матьё был вызван из клуба АХЛ Херши Беарс. Он дебютировал в НХЛ 4 ноября 2009 года в матче против команды «Нью-Джерси Девилз» и записал две голевые передачи на свой счет за отведённые ему 10 минут игрового времени. В своей третьей игре в НХЛ Перро забил первый гол в НХЛ, в ворота Скотта Клемменсена из «Флорида Пантерз».
13 июля 2011 года Перро подписал с «Кэпиталз» двусторонний контракт на 1 год. Матьё сделал свой первый хет-трик в НХЛ 24 января 2012 года в ворота Туукки Раска из «Бостон Брюинз», матч закончился победой Вашингтона 5-3.
Перро был обменян из «Кэпиталз» в «Анахайм Дакс» 29 сентября 2013 года в обмен на вингера Джона Митчелла и выбор в четвёртом раунде драфта НХЛ 2014 года. В единственном сезоне в составе Анахайма Матьё набрал 43 очка в 69 матчах. По истечении контракта «Дакс» решили не продлевать с Перро контракт и он вышел на рынок свободных агентов, откуда его забрал клуб «Виннипег Джетс».
Матьё подписал контракт с «Джетс» 1 июля 2014 года на 3 года и 9 миллионов долларов. 13 января 2015 года Перро забил 4 гола в домашнем матче против команды «Флорида Пантерз», где Виннипег победил со счетом 8-2.

## Статистика
| Легенда | Легенда                    | Легенда | Легенда                   | Легенда | Легенда    |
| ------- | -------------------------- | ------- | ------------------------- | ------- | ---------- |
| И       | Количество проведённых игр | Штр     | Штрафное время            | +/−     | Плюс-минус |
| Г       | Голы                       | П       | Голевые передачи          | О       | Очки       |
| -       | Статистика неизвестна      | —       | Статистика не учитывалась |         |            |